# Rejon radziwiliski
Rejon radziwiliski (lit. Radviliškio rajono savivaldybė) – rejon w północnej Litwie.